# Xian de Xingzi
Le xian de Xingzi (星子县 ; pinyin : Xīngzǐ Xiàn) est un district administratif de la province du Jiangxi en Chine. Il est placé sous la juridiction de la ville-préfecture de Jiujiang.

## Démographie
La population du district était de 227 301 habitants en 1999.